# Enzo Di Pisa
Enzo Di Pisa, all'anagrafe Vincenzo Di Pisa (Casteltermini, 1945 – Cinisi, 23 dicembre 1978), è stato un autore televisivo italiano.
Laureatosi in Medicina, conseguì la specializzazione in odontoiatria nel 1972. Fu assistente universitario presso l'ateneo palermitano. Dotato di spiccate doti artistiche, realizzò insieme a Michele Guardì (suo cugino) una serie di spettacoli teatrali, radiofonici e televisivi di successo.

## Biografia
Dopo aver mosso lì i primi passi nel mondo del teatro ed in seguito, nel proprio capoluogo di provincia dove darà vita nel 1966 al cabaret satirico il Punicipio, si trasferisce a Roma. Nel periodo che separa queste due fasi della sua esistenza, nel 1969 inizia a collaborare con la sede di Rai Sicilia, occupandosi delle trasmissioni L'altosparlante, La domenica del villaggio, Però che bella gita... ed altri, come autore dei testi.
Nel 1977 viene assunto in RAI dove partecipa alla stesura del varietà televisivo Secondo voi abbinato alla lotteria di Capodanno, diviso in due programmazioni - anteprima e prima serata - assieme ad Adolfo Perani, Michele Guardì e Pippo Baudo, che ne sarà anche il conduttore, per la regia di Antonio Moretti. Inoltre lavorerà come autore del programma Due come noi insieme a Michele Guardì, Pino Caruso e Antonello Falqui che ne curerà anche la regia.
La sua carriera fu stroncata la notte tra il 22 ed il 23 dicembre del 1978 nella sciagura aerea di Punta Raisi in cui perse la vita assieme alla moglie e alla figlia.

## Programmi Tv
- L'altosparlante (1969)
- La domenica del villaggio
- Però che bella gita...
- Secondo voi (1977)
- Due come noi (1979)

## Programmi radiofonici RAI
- Il distintissimo, varietà radiofonico con Pino Caruso, a cura di Michele Guardì e Enzo Di Pisa, regia di Riccardo Mantoni (1976)

## Riconoscimenti
Gli è stato intitolato il Cineteatro di Casteltermini nell'anno 2000 e, dal 1996 ogni mese di agosto si svolgeva fino al 2001 una rassegna teatrale dove si aggiudicava una targa che portava il suo nome, chiamata premio Enzo Di Pisa.
Alla rassegna partecipavano compagnie siciliane di Teatro Amatoriale e, fuori concorso, una compagnia professionista. 
Alla serata finale partecipavano nomi noti del cabaret Siciliano e nazionale e, quasi ogni anno, il cugino Michele Guardí. 
L'idea e l'organizzazione del premio erano del gruppo di attori amatoriali tra cui Enzo Di Pisa e Michele Guardí mossero i primi passi, i quali fondarono negli anni 80 la compagnia teatrale "la piccola ribalta". 
Nel 2010, in occasione del decennale della riapertura del teatro, si è tenuto uno spettacolo in memoria di Enzo Di Pisa, organizzato dall'Associazione Culturale "La Compagnia del Nove" di Casteltermini.